# Walerij Saluschnyj

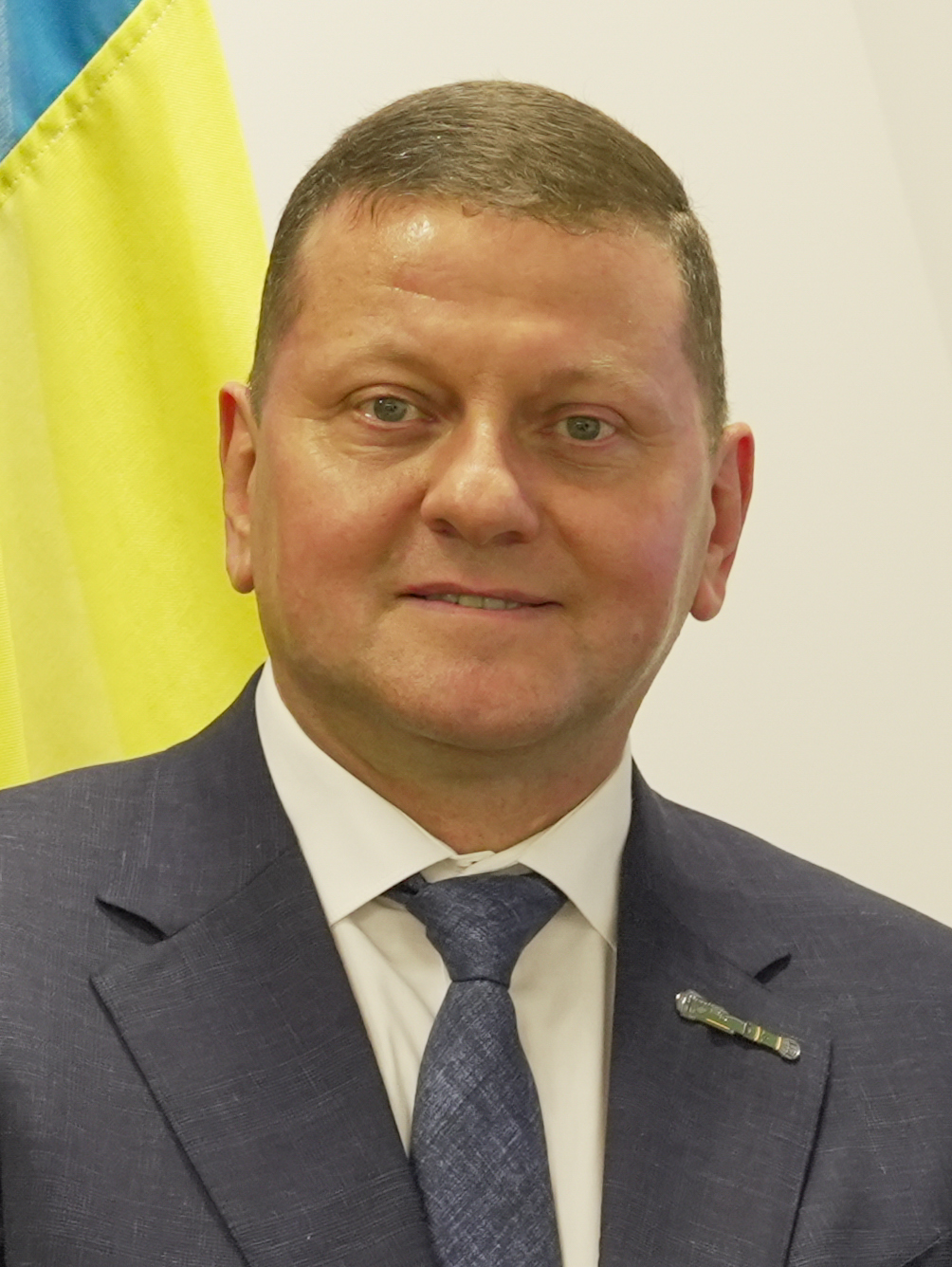
Walerij Saluschnyj (2024)

Walerij Fedorowytsch Saluschnyj (ukrainisch Валерій Федорович Залужний; * 8. Juli 1973 in Nowohrad-Wolynskyj, Oblast Schytomyr) ist ein ukrainischer General und Diplomat. Er war von Juli 2021 bis Februar 2024 Oberkommandierender der Streitkräfte der Ukraine. Seit Mai 2024 ist er Botschafter seines Landes im Vereinigten Königreich.

## Biografie
Saluschnyj wurde 1973 als Sohn eines sowjetischen Berufsoffiziers in Nowohrad-Wolynskyj geboren. Er absolvierte 1989 zunächst die Stadtschule und anschließend die Fachschule für Maschinenbau in seiner Heimatstadt.
Saluschnyj ist verheiratet und hat zwei Kinder.

### Militärische Laufbahn
In der Zeit des Umbruchs in der ehemaligen Sowjetunion besuchte Saluschnyj die Allgemeine Militärfakultät in Odessa und schloss 1997 die Offiziersausbildung des Heeres mit Auszeichnung ab. Im anschließenden Militärdienst diente er als Offizier in den jeweils entsprechenden militärischen Verwendungen als Zugführer, Kompaniechef und Bataillonskommandeur.
Von 2005 bis 2007 absolvierte er ein Aufbaustudium an einer militärischen Akademie der Ukraine. Von 2007 bis 2009 war er Stabschef einer mechanisierten Brigade in der Region Lwiw und von 2009 bis 2012 Kommandeur der 51. mechanisierten Brigade. 2014 schloss er das Studium an der Universität der Armee der Ukraine als bester Absolvent ab. Er diente seitdem, fast ohne Unterbrechung, in der umkämpften Region Donezk. Ab 2017 war er als Generalmajor Stabschef des Einsatzkommandos West. 2018 wurde er Chef des gemeinsamen Einsatzstabes der Streitkräfte der Ukraine und 2019 Kommandeur des Einsatzkommandos Nord. 2020 schloss er die Ostroger Akademie mit einem Master ab.

#### Oberkommandierender der Streitkräfte der Ukraine
Im Juli 2021 ernannte ihn Staatspräsident Wolodymyr Selenskyj als Nachfolger von Ruslan Chomtschak zum Oberkommandierenden der Streitkräfte der Ukraine, zum Generalleutnant und zum Mitglied des Nationalen Sicherheits- und Verteidigungsrates der Ukraine. Am 5. März 2022, kurz nach Beginn des russischen Überfalls auf die Ukraine, erfolgte die Beförderung zum General.
Saluschnyj stand Beobachtern zufolge für eine Abkehr des ukrainischen Militärs vom sowjetischen Erbe. Er besetzte Schlüsselpositionen mit jungen, fähigen Kommandeuren, die Kampferfahrung im Donbass gesammelt hatten. Er sorgte für die Ausbildung der ukrainischen Soldaten in neue Taktiken und eigenständiges Handeln, damit Zugführer und Unteroffiziere selbstständig Entscheidungen treffen und handeln. Er sorgte für die Nutzung von Satelliten-Aufklärungsdaten der NATO und die Integration von westlichen Waffensystemen in die Kampftaktik. Er gab den Frontoffizieren mehr Autonomie, so durften Soldaten nun ohne Rücksprache mit der obersten Führung das Feuer erwidern. Er entwickelte ein Partisanenkonzept unter Einbeziehung der Zivilbevölkerung hinter den feindlichen Linien organisiert. Auch der Drohneneinsatz wurde systematisch betrieben.

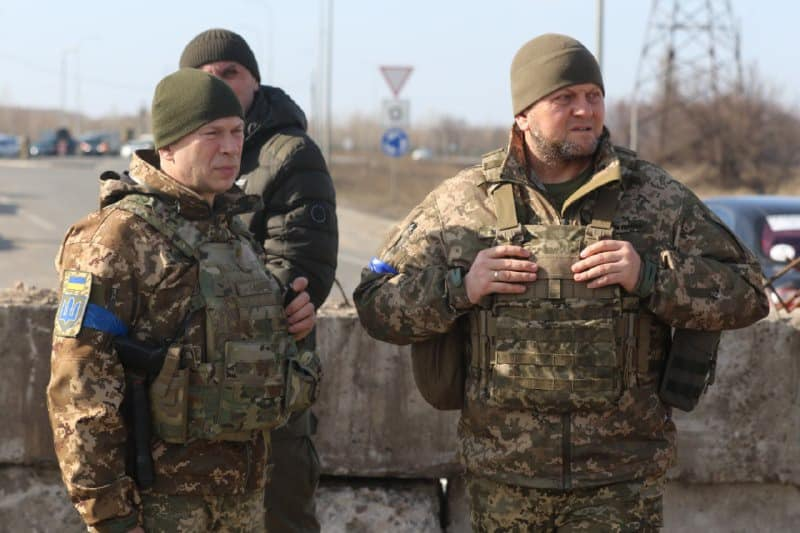
Saluschnyj (rechts) mit General Syrskyj, seinem späteren Nachfolger als Oberkommandierenden der Streitkräfte, im März 2022 während der Schlacht um Kiew

Unter seiner Führung konnten die ukrainischen Streitkräfte dem Vormarsch russischer Truppen in vielen Landesteilen, besonders in der Hauptstadtregion, durch eine Mischung zwischen konventioneller Kriegsführung mit der Operationsart Verzögerung und Jagdkampf im österreichischen Verteidigungskonzept der Raumverteidigung erfolgreich entgegenwirken und den russischen Nachschub behindern und vernichten. Er hatte auf den massenhaften Einsatz von Panzerabwehrraketen gesetzt und die Ausbildung daran zu einem zentralen Teil seiner Kriegsvorbereitungen gemacht, welche zu den Erfolgen im Krieg erheblich beitrugen.
Im Juni 2022 warnte der niederländische Militärnachrichtendienst die CIA und die deutschen Behörden, ein Anschlag auf Nord Stream würde von einer Gruppe vorbereitet, die unmittelbar auf Geheiß von Saluschnyj agiert. Laut Investigativrecherchen von The Wall Street Journal und Der Spiegel waren Saluschnyj und Selenskyj für den im September 2022 erfolgten Anschlag auf die Nord-Stream-Pipelines verantwortlich. Ursprünglich habe Staatspräsident Wolodymyr Selenskyj den Anschlag gebilligt. Doch habe die CIA, nachdem sie von dem Anschlagsplan erfuhr, Selenskyj aufgefordert, die Operation nicht durchzuführen. Saluschnyj, der für die Planung verantwortlich gewesen sei, habe jedoch der Weisung von Selenskyj, die Operation zu stoppen, nicht folgen können, da das Sabotageteam nach seiner Entsendung wie geplant nicht mehr erreichbar gewesen sei, da jeder Kontakt mit ihnen die Operation hätte gefährden können. Saluschnyj bestritt für den Anschlag verantwortlich zu sein; gegenüber The Washington Post schilderte er, dass er auch dem höchsten US-Militär Mark A. Milley nach der Nord-Stream-Sabotage versichert habe, dass die Ukraine damit „nichts zu tun“ habe.

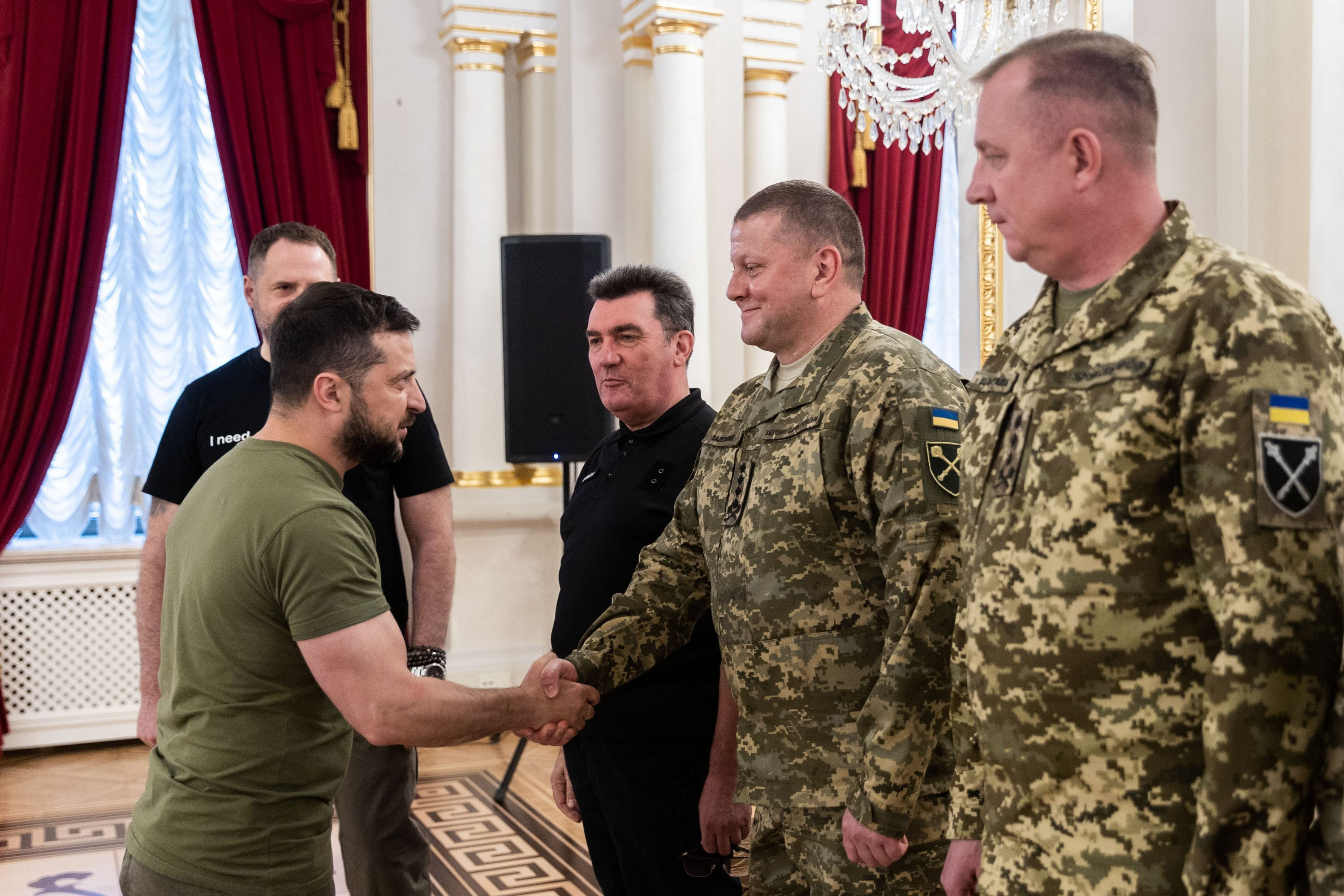
Saluschnyj wird von Präsident Wolodymyr Selenskyj begrüßt (September 2022)

Im November 2023 äußerte sich Saluschnyj in einem Gastbeitrag für The Economist relativ ausführlich zur Kriegsführung im Russisch-Ukrainischen Krieg; er schrieb unter anderem, in welchen Teilen der Kriegsführung die ukrainischen Streitkräfte gegenüber den russischen Streitkräften im Nachteil seien (Luft- und Drohnenkrieg, elektronische Kriegsführung, Konterbatteriefeuer), was das ukrainische Militär an Ausrüstung und Diensten von den Verbündeten benötige, um die eigenen Defizite in der Kriegsführung zu beheben (Flugzeuge, Stroboskope, moderne Attrappen, engere Zusammenarbeit bei der Elektronischen Aufklärung, Drohnenabwehrsysteme, bessere GPS-Steuerung mittels Antennen, Artillerieaufklärungstechnik, neuartige bzw. experimentelle Minenräumungstechnik), und was das ukrainische Militär zu tun gedenke, um die eigene Reserve für Mobilisierungen zu stärken. Wenig später forderte Präsident Selenskyj Saluschnyj öffentlich dazu auf, etwaige politische Ambitionen für die Dauer des Krieges zurückzustellen. Selenskyj widersprach zudem Saluschnyjs in The Economist geäußerter Einschätzung, dass sich im Krieg eine Pattsituation ergeben habe.
Stand Saluschnyj noch Ende 2022 laut Meinungsumfragen im Vertrauen- und Beliebtsheitsranking an zweiter Stelle hinter Selenskyj, hatte er diesen Ende 2023 als beliebteste Person in der Ukraine abgelöst.
Nach Informationen von Financial Times und The Guardian versuchte Selenskyj Ende Januar 2024, Saluschnyj zum Rücktritt zu bewegen und bot ihm an, fortan als Sicherheitsberater zu fungieren. Dies habe Saluschnyj abgelehnt. Wenige Tage später veröffentlichte CNN einen Gastbeitrag von Saluschnyj, in dem dieser erklärte, wo die ukrainischen Streitkräfte seiner Meinung nach Veränderungen bedürfen. Laut CNN entstand der Gastbeitrag vor der Unterredung von Selenskyj und Saluschnyj. Im Februar 2024 entließ Staatspräsident Selenskyj Saluschnyj als militärischen Befehlshaber der ukrainischen Streitkräfte und ernannte Oleksandr Syrskyj zu dessen Nachfolger.
Nach seiner Ablösung wurde er von Selenskyj als Held der Ukraine ausgezeichnet.

### Diplomat
Im Mai 2024 ernannte Selenksyj Saluschnyj zum Botschafter der Ukraine im Vereinigten Königreich. In diesem Amt folgte er Wadym Prystajko nach. Mit der Berufung zum Diplomaten ist er aufgrund der diplomatischen Immunität vor Strafverfolgung wegen der ihm zugeschriebenen Verantwortung für den Anschlag auf die Nord-Stream-Pipelines geschützt.

## Dienstgrade
- Generalmajor – 2017
- Generalleutnant – 2021
- General – 2022

## Auszeichnungen
- Militärverdienstkreuz (6. Mai 2022)
- Bohdan-Chmelnyzkyj-Orden: Dritter Klasse (12. Dezember 2016)
- Insigne „personalisierte Schusswaffe“ (26. Juli 2023)
- All-Ukrainischer Literatur- und Kunst-Preis (benannt nach den Bohdan und Levko Lepkyi Brüdern) (2022)
- Orden des Heiligen Märtyrer Georg und Drachentöters (21. Dezember 2022)
- Ehrenbürger von Jaworiw (2023)
- Offizier des Orden des Vytis-Kreuzes (6. Juli 2023), als Person, die sich um die Freiheit und die Unabhängigkeit Litauens verdient gemacht hat
- Held der Ukraine, 2024